# 素顔の私を見つめて…
『素顔の私を見つめて…』（中国語: 愛・面子、英: Saving Face） は、2004年にアメリカで制作された映画。日本では劇場未公開。
2006年7月8日に第15回「東京国際レズビアン&ゲイ映画祭、7月22日に第2回関西 Queer Film Festivalにて上映された。

## ストーリー
ウィルは医師としてニューヨークに暮らす中国系アメリカ人。中国人コミュニティの世界に縛られ、家族にも自らがレズビアンであることをひた隠しにして生きてきた。そんなある日、彼女の働く病院に現れたバレエダンサーのヴィヴィアンと恋に落ちる。一方、シングルマザーであるウィルの母親は、妊娠したことで実家を追い出され、ウィルの家へと押しかけてくる。保守的な母へ恋人を紹介できないウィルと、胎児の父親を言わない母親。厳格な伝統や両親をもつ二人は、反発しながらも、共に自らの進む道を探していく。

## 登場人物
| 役名         | 俳優                     | 日本語吹替 |
| ------------ | ------------------------ | ---------- |
| ウィル       | ミシェル・クルージ       | 魏涼子     |
| ホイラン     | ジョアン・チェン         | 相沢恵子   |
| ヴィヴィアン | リン・チェン             | 湯屋敦子   |
| ランディ     | ジェシカ・ヘクト         |            |
| ジェイ       | アト・エサンドー         |            |
| ノーマン     | デヴィッド・シー         |            |
| モーガン     | パメラ・ペイトン＝ライト |            |